# Plymouth Company

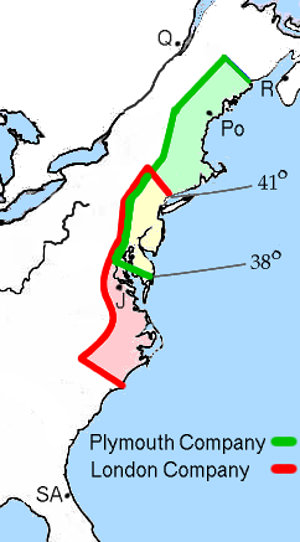
Kaart met de grenzen van de landen die door Karel I werden toegekend aan de verschillende compagnieën.

De Plymouth Company was een Engelse naamloze vennootschap die in 1606 werd opgericht door koning Karel I van Engeland. De compagnie had als doel het stichten van nederzettingen aan de kust van Noord-Amerika. Nadat de compagnie in onbruik raakte werd deze in 1620 nieuw leven in geblazen en heropgericht als Plymouth Council for New England.